# Приготвено с масло
„Приготвено с масло“ (на френски: La Cuisine au beurre) е френско-италианска комедия от 1963 г. на режисьора Жил Гранжие с участието на Фернандел и Бурвил.

## Сюжет
Фернан се завръща при жена си след 13-годишно отсъствие поради Втората световна война с намерението да поеме контрола над семейния ресторант, който някога е бил негов. При завръщането си обаче го очакват неприятни изненади. Жена му вече му е бивша жена, тъй като се е омъжила повторно за готвача Андре. Втората по-неприятна изненада е, че Андре е поел контрола над ресторанта. Фернан е изправен пред почти непосилна конуренция, тъй като Андре може да готви с масло, а Фернар само с олио.

## В ролите
| Актьор         | Роля              |
| -------------- | ----------------- |
| Фернандел      | Фернан Жувин      |
| Бурвил         | Андре Коломбие    |
| Клер Морие     | Кристиан Коломбие |
| Мишел Галабрю  | Максимин          |
| Едмон Ардисон  | Карлоти           |
| Ан-Мари Кариер | Герда             |